# Wyoming Highway 232
Der Wyoming Highway 232 (kurz: WYO 232) ist eine 19,67 km lange State Route im US-Bundesstaat Wyoming, die im Westen des Bundesstaates im Lincoln County verläuft. Der Highway folgt auf seiner gesamten Strecke dem Smiths Fork und ist deshalb auch als Smith Fork Road bekannt.

## Streckenverlauf
Der Wyoming Highway 232 beginnt an der Kreuzung mit U.S. Highway 30, Wyoming Highway 89 und Wyoming Highway 231 in Cokeville im südwestlichen Lincoln County. Der Highway verläuft von dort nach Nordosten in Richtung des Bridger-Teton National Forest und folgt dem Verlauf des Smiths Fork, einem Nebenfluss des Bear Rivers, in das Innere der Sublette Range. Der asphaltierte Wyoming Highway 232 endet nach insgesamt 19,67 km am Zusammenfluss von Coal Creek und Smiths Fork, einige Forststraßen führen von dort tiefer in die Sublette Range sowie die östlich gelegene Tunb Range hinein.

## Belege
1. 1 2  AARoads: Wyoming State Route Log: 200 through 299. Abgerufen am 29. März 2024 (amerikanisches Englisch).
2. ↑  Smiths Fork | Natural Atlas. Abgerufen am 29. März 2024.